# ザガローロ
ザガローロ（伊: Zagarolo）は、イタリア共和国ラツィオ州ローマ県にある、人口約19,000人の基礎自治体（コムーネ）。
作曲家のゴッフレド・ペトラッシの出生地である。

## 地理

### 位置・広がり
ローマ県南東部のコムーネ。

#### 隣接コムーネ
隣接するコムーネは以下の通り。
- ガッリカーノ・ネル・ラーツィオ
- モンテ・コンパトリ
- パレストリーナ
- ローマ
- サン・チェザーレオ

### 気候分類・地震分類
ザガローロにおけるイタリアの気候分類 (it) および度日は、zona D, 1893 GGである。
また、イタリアの地震リスク階級 (it) では、zona 2B (sismicità media) に分類される。

## 行政

### 山岳部共同体
広域行政組織である山岳部共同体 Comunità montana Castelli Romani e Prenestini  (it) に属する。

## 姉妹都市
- ネラホゼヴェス、チェコ
- シス＝フール＝レ＝プラージュ、フランス [6]

## 人物

### 著名な出身者
- ゴッフレド・ペトラッシ - 現代音楽作曲家。